# Al-Bajda (Tartus)
Al-Bajda (arab. البيضاء) – miejscowość w Syrii, w muhafazie Tartus. W 2004 roku liczyła 5783 mieszkańców.